# Beatrice Marscheck

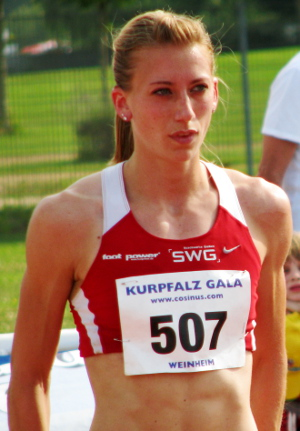
Beatrice Marscheck 2012 in Weinheim

Beatrice Marscheck (* 23. September 1985 in Gießen) ist eine deutsche Weitspringerin.

## Leben
Sie kam über den Sprint zum Weitsprung. Bei den Deutschen Jugendhallenmeisterschaften 2004 wurde sie Dritte über 200 Meter. 2007 bei den Deutschen Juniorenmeisterschaften wurde Marscheck Meisterin im Weitsprung und Vierte über 100 Meter.
Bei den Deutschen Meisterschaften 2009 in Ulm wurde Marscheck Vizemeisterin im Weitsprung. Aufgrund ihrer guten Leistungen wurde sie vom DLV für die Weltmeisterschaften nominiert, die im selben Jahr in Berlin stattfanden. Dort erreichte sie Platz 16. 2012 wurde Marscheck in Wattenscheid Deutsche Meisterin.
Sie startet für LAZ Gießen. An der Universität Gießen absolvierte sie ein Studium auf Lehramt in den Fächern Sport und Deutsch.
Nach Beendigung des Studiums zog sie nach Berlin und wechselte zum 1. Januar 2016 zu den Neuköllner SF. 2019 beendete sie ihre sportliche Laufbahn.

## Persönliche Bestweiten
- Weitsprung: 6,73 Meter, 1. Juni 2009 in Wesel
- Weitsprung (Halle): 6,40 Meter, 8. Januar 2011, Stadtallendorf